# Inge de Bruijn
Inge de Bruijn (Barendrecht, 24 agosto 1973) è un'ex nuotatrice olandese.

## Biografia
Nata a Barendrecht, la de Bruijn ha provato diversi sport prima di dedicarsi al nuoto. Ha debuttato ai Campionati del Mondo del 1991 vincendo una medaglia di bronzo con la squadra di staffetta 4x100 m, con la quale aveva già vinto una medaglia d'oro ai Campionati Europei.
L'anno seguente la de Bruijn ha fatto il suo debutto olimpico alle Olimpiadi estive del 1992, finendo ottava nei 100 m e nella 4x100 m stile libero. Continuò a nuotare con le migliori l'anno seguente, ma non era sufficientemente motivata per competere alle Olimpiadi di Atlanta del 1996 e se ne restò a casa.
Rimpianse immediatamente la decisione, e decise di trasferirsi negli Stati Uniti per allenarsi. Il suo ritorno venne incoronato nel 1999, quando vinse i 50 m stile libero ai Campionati Mondiali.
L'anno successivo, dopo aver migliorato diversi record del mondo, prese parte alle Olimpiadi del 2000 a Sydney. Qui vinse i 50 e i 100 m stile libero, e i 100 m farfalla, stabilendo il record del mondo in tutte e tre le gare. Inoltre vinse l'argento con la squadra della staffetta 4x100 m stile libero.
Confermò il suo status vincendo le stesse tre gare ai Campionati mondiali del 2001.
Alle Olimpiadi di Atene ha conquistato altre quattro medaglie: un oro nei 50 m stile libero, un argento nei 100 m stile libero, e due medaglie di bronzo nei 100 m farfalla e nella staffetta 4x100 stile libero femminile.

## Palmarès
- Olimpiadi

Sydney 2000: oro nei 50m sl, nei 100m sl e nei 100m farfalla e argento nella 4x100m sl.
Atene 2004: oro nei 50m sl, argento nei 100m sl, bronzo nei 100m farfalla e nella 4x100m sl.
- Mondiali

Perth 1991: bronzo nella 4x100m sl.
Fukuoka 2001: oro nei 50m sl, nei 100m sl e nei 50m farfalla.
Barcellona 2003: oro nei 50m sl e nei 50m farfalla.
- Mondiali in vasca corta

Hong Kong 1999: oro nei 50m sl, argento nella 4x100m sl e bronzo nei 50m farfalla.
- Europei

Atene 1991: oro nella 4x100m sl, argento nei 100m farfalla, bronzo nei 50m sl e nella 4x100m misti.
Sheffield 1993: bronzo nei 50m sl.
Istanbul 1999: oro nei 50m sl e nei 100m farfalla e argento nei 100m sl.
- Europei in vasca corta

Gelsenkirchen 1991: oro nei 50m farfalla.
Espoo 1992: argento nei 50m farfalla.
Sheffield 1998: oro nei 50m sl e nei 50m farfalla, argento nella 4x50m sl, bronzo nei 100m farfalla e nella 4x50m misti.
Anversa 2001: oro nei 50m sl e nei 100m sl, argento nella 4x50m sl e bronzo nella 4x50m misti.
- Europei giovanili

Leeds 1992: bronzo nei 50m sl e nei 100m farfalla.

## Riconoscimenti
- World Swimmer of the Year: 2000, 2001
- European Swimmer of the Year: 1999, 2000, 2001